# Марвін Ендрюс
Марвін Ендрюс (англ. Marvin Andrews; нар. 22 грудня 1975) — тринідадський футболіст, захисник.
Протягом ігрової кар'єри Ендрюс виступав, в тому числі в «Лівінгстоні», з яким виграв Кубок шотландської ліги 2004, а також у «Рейнджерс», з яким оформив золотий дубль (виграв Кубок Ліги 2005 та Прем'єр-лігу Шотландії 2005). Останнім клубом в кар'єрі Марвіна був «Клайд» з шотландської Другої ліги.
З 1996 по 2006 рік Ендрюс регулярно викликався до національної збірної Тринідаду і Тобаго, в цей період зіграв 99 матчів. Після цього заявив, що очікує ще одного виклику, і 6 червня 2009 року в програному (2:3) поєдинку кваліфікації чемпіонату світу проти Коста-Рики зіграв свій 100-й матч за національну команду.

## Клубна кар'єра
До переїзду в Шотландію Марвін виступав за тринідадські клуби ЕСМ Мотоун, «Сан-Хуан Джаблоті» та «Мальта Каріб Клаб».
Високий, потужний, добре грає в повітрі, відзначився декількома голами, завдяки чому «Рейт Роверз» викупив контракт захисника за 50 000 фунтів. Ендрюс підписав контракт з «Лівінгстоном» 28 серпня 2000 року. У сезоні 1999/00 років Ендрюса було обрано «гравцем дня», а в сезоні 2003/04 років він був визнаний найкращим гравцем сезону в «Лівінгстона». 14 березня 2004 року Марвін виграв перший трофей, після того, як «Лівінгстон» завдяки голам Дерека Ліллея та Джемі Макаллістера з рахунком 2:0 обіграв «Гіберніан» та завоював Кубок Шотландської ліги 2003/04.
У травні 2004 року підписав контракт з «Рейнджерс», разом з яким в останньому турі зумів виграти Прем'єр-лігу Шотландії 2005/06, а також звання Найкращого в сезоні гравця «Рейнджерс». По завершенні сезону 2005/06 отримав від «Рейнджерс» статус вільного агента й нетривалий період перебував без клубу. Проте 4 жовтня 2006 року підписав контракт зі своїм колишнім клубом — «Рейт Роверз».
У травні 2008 року Марвін та «Рейт Роверз» домовилися про розірвання контракту. Проте менш ніж через рік повернувся до команди, у футболці якої зіграв усі 90 хвилин у переможному (1:0) поєдинку проти «Іст Файф». Ендрюс повідомив, що має бажання залишитися в клубі до завершення сезону й 11 березня 2009 року підписав з клубом новий контракт. У липні 2009 року Марвін підписав контракт з представником шотландської Прем'єр-ліги «Гамільтон Академікал».
7 грудня 2009 року клуб «Квін оф зе Саут» з Дамфріса оголосив, що Ендрюс підписав 1-місячну орендну угоду з клубом, бувши заміною травмованим Девіду Ліллею та Стівену Маккені. Головний тренер Гордон Чішолм надав можливість Ендрюсу дебютувати за «Квін» 12 грудня в переможному (2:1) виїзному поєдинку проти «Мортона». Через несприятливі погодні умови та постійні перенесення календарних матчів на «Палмерстон Парк», за період оренди Марвін зіграв усього один матч за «Квін», проти «Партік Тісл» (2:2). Проте Марвін повернувся до «Квін оф зе Саут», підписавши 29 січня 2010 року повноцінний 6-місячний контракт. По завершенні сезону 2009/10 залишив розташування «Квін».
У серпні 2010 року підписав короткотерміновий контракт з «Рексемом» до завершення сезону 2010/11 років у Національній лізі. Наприкінці 2011 року, по завершенні контракту з «Рексемом», перейшов до клубу «Кіркінтіллох Роб Рой» з Західного регіону Молодіжної футбольної асоціації Шотландії.
На початку 2013 року приєднався до «Альбіон Роверз» з Другого дивізіону. У липні 2013 року було оголошено, що Марвін перейшов до «Форфар Атлетік».
10 серпня 2014 року Ендрюс дебютував у Лізі 2 за «Елгін Сіті». Марвіна замінив Крейг Ганн, який відзначився єдиним голом у матчі, а «Елгін» перемогли «Іст Файф» (1:0). Після трьох зіграних матчів у статусі гравця на перегляді, включаючи два поєдинки, де тринідадець був визнаний найкращим гравцем матчу, та голу у ворота «Еннан Атлетік», Ендрюс підписав 1-річний контракт з «Елгіном». Він заявив: «Це дуже, дуже хороший клуб з видатними прихильниками, а команда грає в дуже привабливий футбол». Другий м'яч у футболці «Елгін» забив у програному (4:5) поєдинку кубку Шотландії проти «Бонесс Юнайтед».
У січні 2015 року приєднався до «Монтроз» і відзначився дебютним голом за нову команду в поєдинку проти «Бервік Рейнджерс» (3:3). 16 травня 2015 року Ендрюс допоміг «Монтроз» у плей-офф мінімально обіграти чемпіонів Футбольної Ліги Гайленда «Брора Рейнджерс», щоб зберегти своє місце в СПФЛ. У вересні 2015 року 39-річний Марвін підписав контракт з клубом «Клайд» з Другої ліги Шотландії. У дебютному поєдинку за новий клуб відзначився голом у воротах колишньої команди, «Елгін Сіті». Після 13 проведених поєдинків за «Клайд» наприкінці сезону 2015/16 років клуб розірвав з ним контракт.

## Кар'єра в збірній
Ендрюс був провідним гравцем національної збірної Тринідаду і Тобаго. Дебютував за збірну в 1996 році, Ендрюс приєднався до Ангуса Іва та Стерна Джона, які зіграли понад 100 матчів за національну команду. Був стабільним гравцем збірної до початку кваліфікації чемпіонату світу 2006 року, проте травма коліна, отримана Марвіном напередодні поєдинку проти Швеції, фактично виключила його з когорти учасників чемпіонату світу. Його місце в команді в парі з Деннісом Лоренсом зайняв Брент Санчо.

## Особисте життя
Будучи набожним християнином, Ендрю також практикує зцілення вірою в «Центрі Міжнародної слави Сіону», церкві, що базується в Керколді, яка асоціюється з П'ятидесятниками. Ендрюс стверджує, на шлях віри його наставив колишній товариш по команді Лівінгстона Франциско Хав'єр Санчес Брото.
У сезоні 2004/05 років під час гри (його перший сезон у «Рейнджерс») він пошкодив хрестоподібні зв'язки коліна. Травма повинна була втримати його від виходу на поле протягом декількох місяців, але Марвін Ендрюс пропустив лише один матч Кубка шотландської Ліги та повернувся наступного тижня, оскільки вірив, що Бог буде оберігати його, цей вчинок стурбував як медичний персонал клубу, так і його вболівальників. Ендрюс вберіг свою ногу та форму в цілому на решту сезону, в якому допоміг команді завоювати першу медаль шотландської Прем'єр-ліги, але ця ж травма зрештою завадила йому поїхати разом зі збірною Тринідаду і Тобаго на чемпіонаті світу 2006. Коли Ендрюс відзначався голом за «Рейнджерс» або визнавався найкращим гравцем матчу на стадіоні «Айброкс» лунала композиція The Monkees «I'm a Believer».
У лютому 2006 року він скандально назвав гомосексуалів «гидотою» і зазначив: «У їхніх духах є демон, їхній дух захворів. Але Бог може допомогти їм через його церкву, і кожен, хто сумнівається в цьому, може перевірити Біблію». Згодом Марвін Ендрюс, в інтерв'ю Guardian в жовтні 2007 року, намагався роз'яснити свої переконання (стверджуючи, що те, що було написано в статті 2006 року, було «цитатою і було вирвано з контексту»), що він нічого не має проти гомосексуалів загалом, проте зазначив, що його слова стосувалися вчинків гомосексуалів, які він вважав проти Божої волі.

## Статистика виступів

### Клубна
| Клубні виступи    | Клубні виступи    | Клубні виступи    | Ліга  | Ліга | Кубок           | Кубок           | Кубок ліги | Кубок ліги | Континентальні | Континентальні | Загалом | Загалом |
| Сезон             | Клуб              | Ліга              | Матчі | Голи | Матчі           | Голи            | Матчі      | Голи       | Матчі          | Голи           | Матчі   | Голи    |
| Шотландія         | Шотландія         | Шотландія         | Ліга  | Ліга | Кубок Шотландії | Кубок Шотландії | Кубок ліги | Кубок ліги | Європа         | Європа         | Загалом | Загалом |
| ----------------- | ----------------- | ----------------- | ----- | ---- | --------------- | --------------- | ---------- | ---------- | -------------- | -------------- | ------- | ------- |
| 1997–98           | Рейт Роверз       | Ліга 1            | 6     | 0    |                 |                 |            |            |                |                |         |         |
| 1998–99           | Рейт Роверз       | Перший дивізіон   | 24    | 1    |                 |                 |            |            |                |                |         |         |
| 1999-00           | Рейт Роверз       | Перший дивізіон   | 29    | 1    |                 |                 |            |            |                |                |         |         |
| 2000–01           | Рейт Роверз       | Перший дивізіон   | 4     | 3    |                 |                 |            |            |                |                |         |         |
| 2000–01           | Лівінгстон        | Перший дивізіон   | 13    | 0    |                 |                 |            |            |                |                |         |         |
| 2001–02           | Лівінгстон        | Прем'єр-ліга      | 33    | 3    |                 |                 |            |            |                |                |         |         |
| 2002–03           | Лівінгстон        | Прем'єр-ліга      | 33    | 4    |                 |                 |            |            |                |                |         |         |
| 2003–04           | Лівінгстон        | Прем'єр-ліга      | 38    | 0    |                 |                 |            |            |                |                |         |         |
| 2004–05           | Рейнджерс         | Прем'єр-ліга      | 30    | 4    | 1               | 0               | 2          | 0          | 5              | 0              | 38      | 4       |
| 2005–06           | Рейнджерс         | Прем'єр-ліга      | 23    | 3    | 2               | 0               | 1          | 1          | 2              | 0              | 30      | 4       |
| Усього за кар'єру | Усього за кар'єру | Усього за кар'єру | 255   | 19   |                 |                 |            |            |                |                |         |         |

#### Голи за збірну
| 1.                      | 10 липня 1997   | Антигуа Рекріейшн Граунд, Сент-Джонс (Антигуа і Барбуда)                    | Ямайка                           | 1–1 | Нічия    | Карибський кубок 1997       |
| 2.                      | 13 липня 1997   | Антигуа Рекріейшн Граунд, Сент-Джонс (Антигуа і Барбуда)                    | Сент-Кіттс і Невіс               | 4–0 | Перемога | Карибський кубок 1997       |
| 3.                      | 11 червня 1999  | Хейслі Кроуфорд Стедіум, Порт-оф-Спейн, Тринідад і Тобаго                   | Гаїті                            | 6–1 | Перемога | Карибський кубок 1999       |
| 4.                      | 4 березня 2000  | Хейслі Кроуфорд Стедіум, Порт-оф-Спейн, Тринідад і Тобаго                   | Нідерландські Антильські острови | 5–0 | Перемога | кв. ЧС 2002                 |
| 5.                      | 18 березня 2000 | Стадіон Ергіліо Хато, Віллемстад, Нідерландські Антильські острови          | Нідерландські Антильські острови | 1–1 | Нічия    | кв. ЧС 2002                 |
| 6.                      | 7 травня 2000   | Хейслі Кроуфорд Стедіум, Порт-оф-Спейн, Тринідад і Тобаго                   | Гаїті                            | 3–1 | Перемоги | кв. ЧС 2002                 |
| 7.                      | 25 лютого 2001  | Трюман Боден Стедіон, Джорджтаун (Кайманові Острови)                        | Кайманові Острови                | 0–3 | Перемога | Товариський                 |
| 8.                      | 25 квітня 2001  | Квінс Парк Овал, Порт-оф-Спейн, Тринідад і Тобаго                           | Мексика                          | 1–1 | Нічия    | кв. ЧС 2002                 |
| 9.                      | 13 червня 2004  | Естадіо Олімпіко Хуан Пабло Дуарте, Санто-Домінго, Домініканська Республіка | Домініканська Республіка         | 0–2 | Перемога | кв. ЧС 2006                 |
| 10.                     | 9 липня 2005    | Оранж Боул, Маямі, Флорида, США                                             | Панама                           | 2–2 | Нічия    | Золотий кубок КОНКАКАФ 2005 |
| Станом на 13 січня 2017 |                 |                                                                             |                                  |     |          |                             |

## Досягнення

### Клубні
«Лівінгстон»
- Перший дивізіон Шотландії
  -  Чемпіон (1): 2000/01

- Кубок шотландської ліги
  -  Володар (1): 2003/04

«Рейнджерс»
- Прем'єр-ліга Шотландії
  -  Чемпіон (1): 2004/05

- Кубок шотландської ліги
  -  Володар (1): 2004/05

«Рейт Роверз»
- Другий дивізіон Шотландії
  -  Чемпіон (1): 2008/09

### Збірні
- Переможець Карибського кубка: 1997, 1999, 2001

### Індивідуальні
- Найкращий гравець місяця Прем'єр-ліги Шотландії: серпень 2001